# 鳥羽洋行
株式会社鳥羽洋行（とばようこう、英: TOBA, INC.）は、東京都文京区に本社を置く制御機器、FA機器の専門商社。

## 沿革
- 1906年9月 - 初代社長・鳥羽真作により中国関東州大連で創業。関東州庁の民政署や南満洲鉄道等に機械工具類等を納入し、事業を拡大。
- 1908年 - 現地生産部門として鳥羽鉄工所を設立。
- 1914年 〜 1918年 - 第一次世界大戦では大連〜青島間の物資輸送で巨益を上げた。
- 1945年 - 第二次世界大戦敗戦により、大連の本店の他、長春、吉林、ハルビン、天津、北京、青島の支店、奉天、チチハル、鞍山、安東の出張所等が全て接収された。
- 1949年12月 - 2代社長・鳥羽実により東京都中央区銀座に株式会社鳥羽洋行を設立。
- 1995年11月 - 株式を店頭公開（現在のジャスダック）。
- 1998年9月 - 本社を現在地に移転。
- 2006年8月 - 新本社ビル完成。
- 2006年10月 - 新大阪ビル完成。
- 2007年2月 - 本社及び全営業所においてISO14001の認証登録を完了。
- 2008年12月 - 上海に子会社として鳥羽（上海）貿易有限公司を設立。
- 2012年5月 - バンコクに子会社としてTOBA（THAILAND）CO.,LTD.を設立。
- 2013年9月 - 営業本部及び仙台・宇都宮・熊谷・茨城・東京南・八王子・厚木・名古屋・滋賀・大阪の10営業所においてISO9001の認証登録を完了。
- 2014年7月 - ハノイにTOBA,INC.ハノイ駐在員事務所を設立。
- 2019年7月 - 本社および全営業所においてISO9001の認証登録完了。
- 2020年6月 - ハノイに現地法人TOBA,INC.（VIETNAM）CO.,LTDを設立。